# Iveco P-серії
Iveco P-серії — сімейство вантажівок призначених для будівництва італійської компанії Iveco, що виготовлялись з 1981 по 1993 роки. Вантажівки продавалися паралельно з капотними вантажівками для будівництва Iveco PA-серії.
На заміну їм прийшли Iveco EuroTrakker.

## Історія

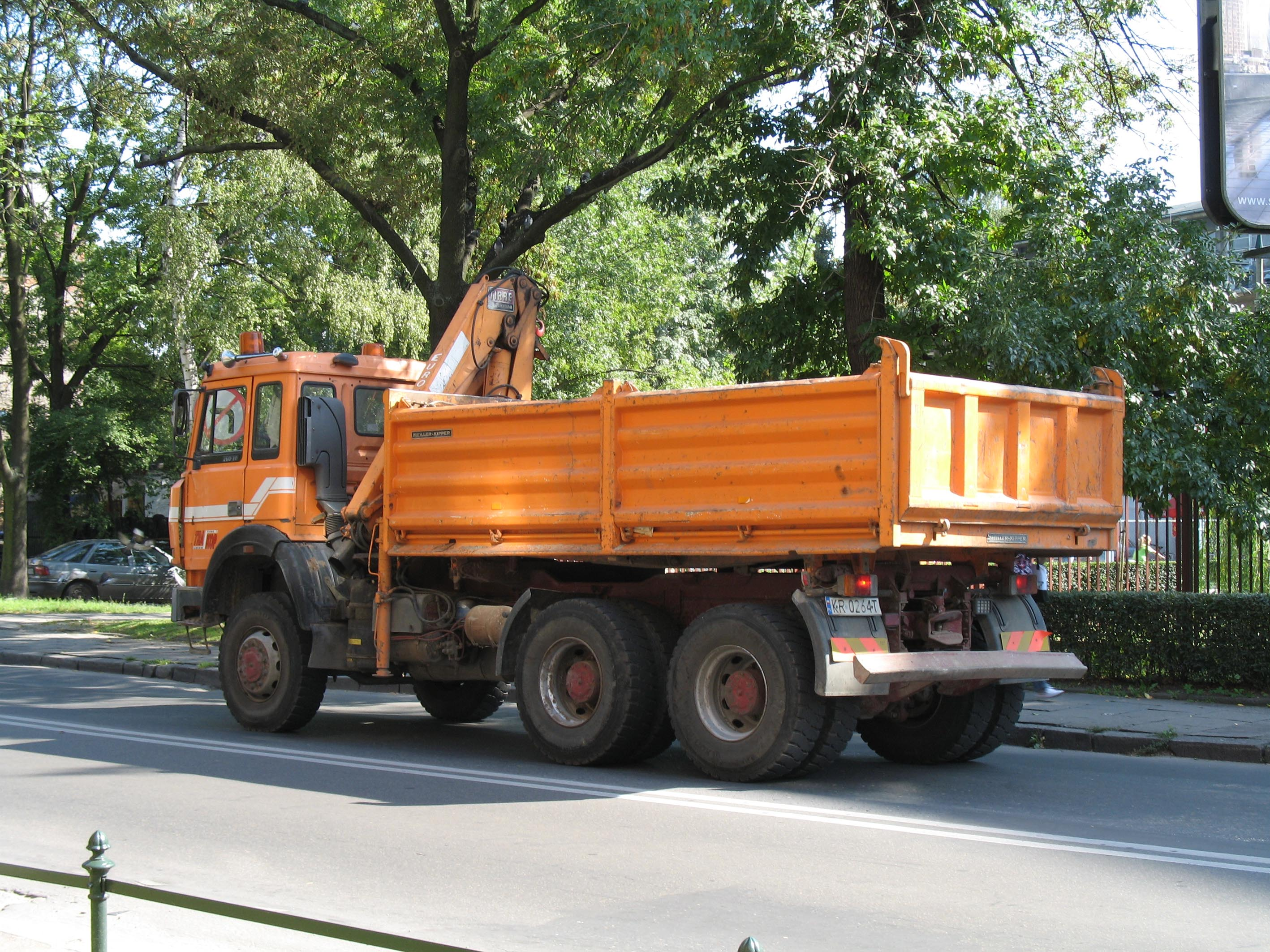
Iveco P 260-30 AH

Починаючи з 1975 року одночасно на колишніх шасі Fiat, Magirus-Deutz і Unic формувалося сімейство 2-х і 3-х вісних безкапотних машин для будівництва повною масою 16-34 тонни з колісними формулами 4×2, 6×2 і 6×4, обладнаних двигунами потужністю 180-360 кінських сил. 
В 1982 році автомобілі отримали назву Iveco P-серії. Сімейство включало моделі Iveco P 160, P 170, P 180, P 190, P 260, P 300, P 320, P 330 та P 340.
Вони працювали в складі автопоїздів повною масою до 75 тонн.
Зовні вантажівки Iveco P-серії дуже подібні на автомобілі Iveco T-серії, які мають таку ж кабіну.

## Двигуни
Двигуни з повітряним охолодженням
- KHD F8L 413 L, V8, 12.763 см³: 228 к.с.
- KHD F8L 413 F, V8, 12.763 см³: 256 к.с.
- KHD BF8L 513 F, V8, 12.763 см³: 306–340 к.с.
- KHD F10L 413 F, V10, 15.945 см³: 320 к.с.
- KHD BF10L 413 F, V10, 15.945 см³: 360 к.с.

Двигуни з водяним охолодженням
- Iveco 8210.22, І6, 13.798 см³: 304 к.с.
- Iveco 8210.42, І6, 13.798 см³: 360 к.с.